# Bulbophyllum costatum
Bulbophyllum costatum là một loài phong lan thuộc chi Bulbophyllum.